# Championnats du monde d'escrime 1995
Navigation
Édition précédente Édition suivante
Les championnats du monde d'escrime 1995 se sont déroulés à La Haye aux Pays-Bas. Ce sont les quarante-quatrièmes championnats du monde d'escrime.

## Médaillés
| Épreuves           | Or                                                                                     | Argent                                                                                     | Bronze                                                                               |
| ------------------ | -------------------------------------------------------------------------------------- | ------------------------------------------------------------------------------------------ | ------------------------------------------------------------------------------------ |
| Épée               |                                                                                        |                                                                                            |                                                                                      |
| Hommes individuel  | Éric Srecki                                                                            | Robert Leroux                                                                              | Sandro Cuomo Mauricio Rivas                                                          |
| Hommes par équipes | Allemagne- Michael Flegler - Arnd Schmitt - Elmar Borrmann - Mariusz Strzałka          | France- Éric Srecki - Robert Leroux - Jean-Michel Henry - Hugues Obry                      | Hongrie- Geza Imre - Attila Fekete - Krisztián Kulcsár - Iván Kovács                 |
| Femmes individuel  | Joanna Jakimiuk                                                                        | Gyöngyi Szalay                                                                             | Laura Flessel Sophie Moresse-Pichot                                                  |
| Femmes par équipes | Hongrie- Gyöngyi Szalay - Timea Nagy - Adrienn Hormay - Hajnalka Kiraly                | France- Laura Flessel-Colovic - Sophie Moresse-Pichot - Valérie Barlois - Sangita Tripathi | Estonie- Maarika Võsu - Merle Esken - Oksana Iermakova - Heidi Rohi                  |
| Fleuret            |                                                                                        |                                                                                            |                                                                                      |
| Hommes individuel  | Dmitriy Shevchenko                                                                     | José Francisco Guerra                                                                      | Serhiy Holubytskyy Elvis Gregory                                                     |
| Hommes par équipes | Cuba- Rolando Tucker - Oscar García - Elvis Gregory - Ignacio González                 | Russie- Dmitriy Shevchenko - Anvar Ibragimov - Ilgar Mamedov - Vladislav Pavlovich         | Pologne- Ryszard Sobczak - Piotr Kiełpikowski - Jarosław Rodzewicz - Adam Krzesiński |
| Femmes individuel  | Laura Badea                                                                            | Giovanna Trillini                                                                          | Valentina Vezzali Diana Bianchedi                                                    |
| Femmes par équipes | Italie- Giovanna Trillini - Valentina Vezzali - Diana Bianchedi - Francesca Bortolozzi | Roumanie- Claudia Grigorescu - Reka Zsofia Lazăr-Szabo - Laura Badea - Elisabeta Tufan     | Allemagne- Anja Fichtel - Sabine Bau - Zita-Eva Funkenhauser - Monika Weber          |
| Sabre              |                                                                                        |                                                                                            |                                                                                      |
| Hommes individuel  | Grigori Kirienko                                                                       | Felix Becker                                                                               | Tonhi Terenzi Luigi Tarantino                                                        |
| Hommes par équipes | Italie- Luigi Tarantino - Raffaello Caserta - Antonio Terenzi - Marco Marin            | Russie- Stanislav Pozdniakov - Sergey Charikov - Grigori Kirienko - Aleksandr Chirchov     | Hongrie- Bence Szabó - József Navarrete - György Boros - Csaba Köves                 |

## Tableau des médailles
| Rang | Nation    | Or | Argent | Bronze | Total |
| ---- | --------- | -- | ------ | ------ | ----- |
| 1    | Russie    | 2  | 2      | 0      | 4     |
| 2    | Italie    | 2  | 1      | 5      | 8     |
| 3    | France    | 1  | 3      | 2      | 6     |
| 4    | Hongrie   | 1  | 1      | 2      | 4     |
| 5    | Allemagne | 1  | 1      | 1      | 3     |
| 6    | Roumanie  | 1  | 1      | 0      | 2     |
| 7    | Cuba      | 1  | 0      | 1      | 2     |
| 8    | Pologne   | 1  | 0      | 1      | 2     |
| 9    | Espagne   | 0  | 1      | 0      | 1     |
| 10   | Colombie  | 0  | 0      | 1      | 1     |
| 11   | Estonie   | 0  | 0      | 1      | 1     |
| 12   | Ukraine   | 0  | 0      | 1      | 1     |